# Os Heróis do Olimpo
The Heroes of Olympus (no Brasil e em Portugal, Os Heróis do Olimpo) é uma série literária composta por cinco livros de aventura e fantasia, baseada na mitologia greco-romana e escrita por Rick Riordan. É continuação da série Percy Jackson & the Olympians, escrita pelo mesmo autor.
A série narra as aventuras de sete semideuses em sua corrida contra o tempo para impedir o despertar da deusa da terra, Gaia. O primeiro romance, The Lost Hero, continua a história de The Last Olympian (quinto livro de Percy Jackson & the Olympians), partindo 6 meses após os acontecimentos do último livro.
Semideuses vivendo secretamente na era moderna são apresentados em ambas as séries, em sua luta contra os deuses e os titãs, como fizeram no passado. Os Heróis do Olimpo apresenta, além de gregos, semideuses romanos: crianças filhas dos deuses romanos, que estão separados de seus homólogos gregos. Estes dois grupos de semideuses — gregos e romanos — são inimigos devido a uma estátua, que foi roubada de Atena; assim, os dois grupos se mantiveram separados durante séculos, mas devem se unir para parar o principal antagonista da série, Gaia, que quer ressurgir a fim de obter o controle sobre o mundo. Percy Jackson, o protagonista da série anterior, é mais uma vez um dos personagens principais. Percy Jackson e Annabeth Chase (protagonistas da série Percy Jackson) retornam como personagens principais, e outros personagens, como Thalia Grace e Nico di Angelo, voltam como personagens secundários.
Os cinco livros da série foram lançados — O Herói Perdido em 2010, O Filho de Netuno em 2011, A Marca de Atena em 2012 e A Casa de Hades — lançado em 08 de outubro de 2013 (no Brasil e nos EUA) e O Sangue do Olimpo lançado em 7 outubro de 2014.
Alguns dos segmentos nos livros são baseados em informações do livro The Golden Fleece and the Heroes Who Lived Before Achilles, de Padraic Colum.

## Enredo
O enredo da série gira em torno do encontro entre os semideuses romanos (do Acampamento Júpiter) e semideuses gregos (do Acampamento Meio-Sangue).
A série é estruturada de forma que seja contada de três pontos de vistas de três personagens diferentes. No primeiro livro, estes pontos de vista, são dos personagens Jason, Piper e Leo. No segundo livro, Percy Jackson aparece pela primeira vez na série, porém agora no Acampamento Júpiter, com Frank Zhang e Hazel Levesque. Em A Marca de Atena, temos o foco em Annabeth Chase, Leo Valdez, Piper McLean e Percy Jackson. Neste livro, temos finalmente o encontro entre gregos e romanos.

### A Profecia dos Sete / Nova Grande Profecia
O enredo de Os Heróis do Olimpo gira em torno de uma profecia, que é citada em O Último Olimpiano (último livro da série Percy Jackson):
| Os Heróis do Olimpo                                 | Sete meio-sangues responderão ao chamado, Em tempestade ou fogo, o mundo terá acabado. Um juramento a manter com um alento final, E inimigos com armas às Portas da Morte afinal. | Os Heróis do Olimpo |
| — A Nova Grande Profecia, profetizada pelo Oráculo. | |                     |

### O Herói Perdido(2010)
É o primeiro livro da série. Lançado nos Estados Unidos em 12 de outubro de 2010, O Herói Perdido conta a história de três semideuses — Jason Grace, Piper McLean e Leo Valdez —, que saem em uma missão em busca de libertar a deusa Hera (Juno, na Mitologia Romana). No Brasil, foi publicado pela Editora Intrínseca e lançado em 20 de maio de 2011.

### O Filho de Netuno(2011)
É o segundo livro da série. Lançado nos Estados Unidos em 04 de outubro de 2011, O Filho de Netuno marca o retorno do semideus Percy Jackson, desta vez, no Acampamento Júpiter e com novos amigos — Frank Zhang e Hazel Levesque. Após perder a memória, Percy acorda na Califórnia, se lembrando apenas de sua namorada Annabeth, e é aceito pela versão romana do Acampamento Meio-Sangue: o Acampamento Júpiter. No Brasil, o livro foi publicado pela Editora Intrínseca em 07 de maio de 2012.

### A Marca de Atena(2012)
É o terceiro livro da série, tendo sido lançado nos Estados Unidos no dia 02 de Outubro de 2012. Em O Filho de Netuno, Percy Jackson retornou à história. Agora, em A Marca de Atena, é a vez de Annabeth Chase voltar à ação, e ainda, com um papel essencial a desempenhar na história — só ela poderá manter a paz entre Gregos e Romanos. O livro foi lançado no Brasil pela Editora Intrínseca em 02 de maio de 2013.

### A Casa de Hades(2013)
É o quarto livro da série. Lançado no Brasil e nos Estados Unidos no dia 08 de outubro de 2013. Depois que Percy Jackson e Annabeth Chase caem no Tártaro, um lugar praticamente impossível de sair e onde encontrarão grandes dificuldades para sobreviver. Enquanto isso, os outros seis semideuses vão em busca de fechar as Portas da Morte do mundo mortal.

### O Sangue do Olimpo (2014)
É o quinto e último livro da série. Lançado nos Estados Unidos no dia 07 de outubro de 2014 e também no Brasil. Depois de enfrentarem as mais penosas missões, Percy Jackson e os outros tripulantes do Argo II ainda precisam encarar a pior delas: chegar a Atenas a tempo de impedir que Gaia,a Mãe Terra, desperte. Neste último volume da série Os Heróis do Olimpo, a Atena Paternos irá para oeste, enquanto o Argo II seguirá para leste. Os deuses, ainda sofrendo com a dupla personalidade, não podem ajudar. Os semideuses terão que vencer sozinhos um exército de gigantes e impedir uma guerra entre os acampamentos. A viagem para Atenas é perigosa, mas não há outra opção. Eles já sacrificaram muito para chegar aonde estão e, se Gaia despertar, será o fim. Os fantasmas de Nico  ficaram inquietos depois da visita a Casa de Hades e agora ele mesmo pode acabar virando um fantasma se ultrapassar seus próprios limites viajando nas sombras com Reyna e Hedge. Jason esta sendo assombrado pelo fantasma da mãe e apesar de não se sentir confortável como líder, não quebrará promessas. Reyna teme os fantasmas raivosos de seus antepassados, ainda mais agora com um gigante caçador em seu encalço. Leo teme que seus amigos interfiram, mas não há outra maneira: um dos sete precisará morrer.

## Livros complementares

### Os Diários do Semideus(2012)
Lançado em 14 de janeiro de 2012, The Demigod Diaries é uma coleção de pequenas histórias associadas à série. É similar a The Demigod Files, contendo novas histórias, entrevistas com os personagens, ilustrações, jogos e quizes. As quatro histórias apresentadas no livro, incluem aventuras de Luke Castellan e Thalia Grace antes dos acontecimentos de Percy Jackson & the Olympians e experiências de Jason, Piper e Leo no Acampamento Meio-Sangue, ocorridas entre os acontecimentos de The Lost Hero e The Son of Neptune.

## Personagens principais
A lista de protagonistas, tem seu núcleo nos sete semideuses da Nova Grande Profecia:
- Percy Jackson - Semideus grego, filho de Poseidon (Deus dos Mares e Terremotos). Percy é o protagonista de Percy Jackson & the Olympians, e volta como um dos 7 personagens principais em The Heroes of Olympus. Em O Filho de Netuno, Percy chega ao Acampamento Júpiter — um acampamento de semideuses romanos — sem memória, mas lembrando apenas de alguém chamada Annabeth. Depois de carregar Juno (forma romana de Hera) através do pequeno Tibre (rio que corre através do Acampamento Júpiter), ele perde a "Maldição de Aquiles" — que havia adquirido em O Último Olimpiano . Percy parte em uma missão com Hazel e Frank e, no decorrer do livro, ele recupera sua memória, após beber o sangue da Górgona Euríale. Percy tem uma espada, Anaklusmos (Contracorrente em grego Antigo) e tem a habilidade de controlar a água, além de não se afogar e não se molhar.

- Jason Grace - Semideus romano, filho de Júpiter (Deus dos Céus e Rei dos Deuses). Jason é o irmão mais novo de Thalia Grace. Ele vem do Acampamento Júpiter — uma versão romana do Acampamento Meio-Sangue— Ele tem uma moeda de ouro imperial, com o rosto de um homem em louros  (Júlio César) num lado e um machado de batalha no outro, que se transforma numa espada feita de ouro imperial, ou numa lança do mesmo material, dependendo do arremesso. Jason pode manipular o ar. Jason pulou o Grand Canyon para salvar Piper, de quem ele gosta muito, mostrando sua coragem e lealdade aos seus amigos. Ele e Percy parecem compartilhar esse defeito fatal (lealdade pessoal). Assim como Percy, ele conseguiu destruir sozinho um titã muito poderoso.

- Annabeth Chase - Semideusa grega, filha de Atena (Deusa da Sabedoria). Annabeth é namorada de Percy. Por ser filha de Atena, a deusa da sabedoria, Annabeth é muito inteligente, hábil em arquitetura e em estratégia de batalha. Tem a mesma idade de Percy. Como item mágico, Annabeth tem um boné azul marinho dos Yankees que a permite ficar invisível. Ela é a protagonista do terceiro livro da série (A Marca de Atena), onde tem um papel de imensa importância: ela tem que manter a paz entre Gregos e Romanos.

- Leo Valdez  - Semideus grego, filho de Hefesto (Deus do Fogo e das Forjas). Leo é o melhor amigo de Jason. Ele é muito travesso. Ele também gosta de construir coisas e está constantemente ocupado com ferramentas. Ele é um manipulador do fogo (imune ao fogo e também pode convocá-lo), o primeiro em muitos anos. Ele se torna líder do chalé de Hefesto depois de sua missão e demonstra feição a todas suas criações, principalmente seu dragão Festus. Leo é amigo fiel de Jason e Piper, apesar de dizer, às vezes, que não se dá muito bem com formas de vida orgânicas, como seu pai.

- Piper McLean - Semideusa grega, filha de Afrodite (Deusa do Amor e da Beleza). Quando Jason troca de lugar com Percy, e aparece no ônibus de mãos dadas com ela, Piper acredita que é namorada de Jason. Mais tarde, ela descobre que tudo foi truque da Névoa. Ela acompanha Jason e Leo nas suas aventuras. Piper tem o poder de induzir sua vontade aos outros, encantando-os para fazerem sua vontade, truque poderoso que pode encantar, além de humanos ou semideuses, alguns monstros. Também pode falar francês, que é a língua do amor, mesmo sem tê-la estudado.

- Frank Zhang - Semideus romano, filho de Marte (Deus da Guerra). Aparece pela primeira vez quando Percy o salva das irmãs górgonas, no início de O Filho de Netuno. A arma usada por Frank é um arco e flechas de ouro, e seu sobrenome significa "Mestre dos Arcos". Frank tem um dom ancestral, que permite que ele mude de forma, transformando-se em qualquer ser vivo (metamorfose). Quando era pequeno, Hera falou a Frank que ele viveria somente enquanto um pedaço de madeira que estava em sua lareira não queimasse. Frank carrega esse pedaço de madeira consigo para evitar que ele seja destruído e que ele morra.

- Hazel Levesque - Semideusa romana, filha de Plutão (Deus dos Mortos). Hazel nasceu em 1928 e morreu aos 13 anos em 1941, mas agora, enquanto Tânato estava preso, ela foi ressuscitada por seu meio-irmão, Nico di Angelo, que procurava por sua outra irmã, Bianca di Angelo. Quando Hazel nasceu, sua mãe pediu a Plutão, que lhe desse todas as joias da Terra. Plutão atendeu ao seu desejo, mas isso tornou-se uma maldição. Onde Hazel está, sempre aparecem joias, mas elas trazem azar e sofrimento a qualquer um, além de Hazel, que as toque.

- Nico di Angelo - Semideus grego, filho de Hades (Deus dos Mortos). Nico não faz parte da Segunda Grande Profecia. É o único filho conhecido de Hades e irmão mais novo da falecida Bianca di Angelo. Nico é meio-irmão de Hazel Levesque, uma filha de contraparte romana Plutão, que é do Acampamento Júpiter. Ele tem o poder de necromancia e é um dos mais poderosos semideuses atualmente. Em A Maldição do Titã , ele desenvolve um rancor contra Percy, pensando que ele propositadamente matou Bianca. Em A Batalha do Labirinto ele aprende a confiar e a não guardar rancor (a falha fatal da maioria dos filhos de Hades) sobre as pessoas. Ele é o único semideus antes da série Heróis do Olimpo a ter participado tanto ao Acampamento Meio- Sangue e ao Acampamento Júpiter, e foi o primeiro grego a saber sobre o Acampamento Júpiter em O Filho de Netuno. Nico visita brevemente Acampamento Júpiter em Filho de Netuno, mas finge não conhecer Percy, e depois de sua visita, tenta localizar e fechar as portas da morte. No processo, ele é puxado para o Tártaro e quase morre, o que permite que as forças de Gaia domine-o. Ele foi encarcerado em Epirus, antes de ser transportado para Roma pelo Ephialtes e Otis, que tenta usá-lo como isca para os outros campistas. Eles, então o salva, e mais tarde ele promete a Percy levar os outros para Epiro, na Grécia, enquanto Annabeth e Percy localizam a entrada para as Portas da Morte no Tártaro.No último livro ele tem sua própria narração.
- Reyna Avila Ramírez-Arellano - Semideusa filha de Belona (deusa da batalha) Pretora Romana do acampamento Júpiter  - Não faz parte da Segunda Grande Profecia, porém é de extrema importância nos últimos livros da série. Reyna era pretora junto com Jason antes da série. Antes de chegar ao acampamento, Reyna e sua irmã Hylla, eram ajudantes na ilha de Circe , inclusive quando Percy e alguns filhos de atena passou por lá. Reyna tem grande força e habilidade de combate, além de contar com a ajuda de Aurum e Argentum, dois cães de metal (ouro e prata) que podem farejar mentira.